# HV Swift Roermond
Swift Roermond was een handbalvereniging in het Limburgse Roermond.
De dameskant van de club werd negentienmaal landskampioen en won zesmaal de nationale beker. Ook kwamen de dames veelvuldig uit op Europese toernooien. De herenkant wist gedurende het bestaan van de club regelmatig mee te spelen in de eredivisie.
De meeste successen van het eerste damesteam waren onder leiding van trainer Jo Gerris. Gedurende de periode dat Gerris actief was als trainer werd Swift Roermond twaalfmaal landskampioen en werd in 1976 de finale van de Europa Cup gespeeld. In 1982 overleed Gerris, waarna de handbalclub een professionele kant op ging en meerdere buitenlandse spelers werden aangetrokken. Vooral uit Oost-Europa worden speelsters gehaald die de club internationaal aanzien moeten geven. Ook krijgen de Nederlandse speelsters voor de eerste keer een heus salaris.
Door de gekozen professionele weg in eind jaren '80 en begin jaren '90 wist de dames kant te triomferen, zo werd het damesteam nog zevenmaal landskampioen achter elkaar behaald. Echter bleek deze professionele werkwijze doodlopend te zijn. Eind '90 brak de financiële nood aan bij de club en een faillissement was niet te afwenden. Hierdoor werd de club op 21 september 2000 opgeheven. S2000, die vlak na de opheffing van Swift Roermond werd opgericht, kan gezien worden als de opvolger van de club, zo liet in maart 2004 de nieuwe handbalvereniging S2000 de naam ook veranderen in Swift 2000.

## Geschiedenis

### Oprichting Swift en ontstaan zaalhandbal (1946 - 1961)
Vlak na de Tweede Wereldoorlog was sport voor veel jonge mensen het enige vertier. De eerste Roermondenaar die deze nieuwe tak van sport oppikt was Pierre (Pietje) Moors, dansleraar, gymnastiekleraar aan het Sint Ursula-lyceum, trainer van Dames Gymnastiek Vereniging en bestuurslid van de Roermondse Zwemvereniging (RZ). Als sportieve winteractiviteit liet hij de turnsters tegen de zwemsters handballen en hiermee deed de handbalsport in 1946 haar intrede in Midden-Limburg.
Het enthousiasme van de speelsters leidde in hetzelfde jaar nog tot de oprichting van de Roermondse Handbal Club (RHC). De naam werd later gewijzigd in Play Fair. De eerste wedstrijd tegen landskampioen Sittardia winnen de Roermondse dames met 5-2. Dat betekende direct promotie naar de eerste klasse in de Rooms Katholieke Limburgse Handbalbond. Het jaar daarop, in 1947, degradeerde het team naar de tweede klasse.
Op 1 september 1947 zag KSV-Swift '36 afdeling handbal het levenslicht. Play Fair ging op in de nieuw opgerichte handbalclub. In 1948 kreeg de club zijn eerste handbalveld. Dit was een stuk gras bij Kasteel Hattem tussen de spoorlijn en Roer, waar 's zomers gehandbald werd. In de winterdag hielden de handbalsters hun conditie op peil. Dat deden ze buiten, ondanks dat het vroor. Een jaar later (1949) was er ook een herenteam.
Begin jaren 50 verhuisde Swift-handbal naar de groene velden aan de Maashaven ofwel de terreinen van RFC en Swift-voetbal. In 1956 beleefde de club een dieptepunt. De heren houden het voor gezien en het aantal dames is teruggelopen naar twintig. Soms zag toenmalige trainer Frans Metsemakers maar zeven dames op de training verschijnen. In hetzelfde jaar vragen Lies Pulles, voorzitter van Swift samen met Han en Wim Beelen, bestuursleden, aan Jo Gerris, oud-atleet (onder meer Limburgs kampioen 800 meter) en oud-handballer om de Roermondse dames te trainen. Het drietal wist zich te ondersteunen door Hans Stitzinger, voorzitter afdeling Limburg. Het ja-woord van Jo Gerris werd het grote keerpunt in de handbalgeschiedenis van Swift. Een jaar later zaten Huub Willems en handballer Nol van Egeraath hun schouders onder een heren-afdeling. Samen met Jan Oyen (voorzitter Swift-handbal) werd de deal bezegeld in café Ad Geven aan de Roermondse markt.

### Tijdperk Jo Gerris (1961 - 1982)
Eind jaren '60 rukte het zaalhandbal snel op. De gymzaal van de Roermondse Paredisschool en de Europahal fungeren regelmatig als indoor-handbalveld. De Limburgse zaalcompetitie werd in 1959 gespeeld in de Fiatgarage in Susteren. De enige echte sportzaal waar handbal gespeeld werd, lag in Meerssen op de bovenste verdieping van een bedrijfsgebouw. Gezien de groeiende belangstelling voor het handbal ging ook in Roermond stemmen op die ijveren voor een sporthal. In 1960 besloot de gemeente Roermond een sporthal te bouwen. In oktober 1961 opende de René Höppener de Roermondse sporthal aan de Koninginnelaan. Jo Gerris had direct door dat de toekomst van de handbalsport in de zaal ligt en boekt zo veel mogelijk uren in de nieuwe hal. Sonnemans was daar nauw bij betrokken. Hij werd de eerste zaalofficial.
Onder leiding van Jo Gerris maakten de Swift dames een grote sprong voorwaarts. Met de heren wil het vooralsnog niet echt lukken. In 1962 werd het eerste team kampioen van Limburg, kampioen van Zuid-Nederland en vijfde bij de finale van de Nederlandse Kampioenschappen in Rotterdam. Wat in 1962 niet lukte, lukte wel in 1963. De dames van Swift behalen hun eerste landstitel zaalhandbal door van Niloc te winnen. Onder de leiding van Jo Gerris haalden de Swift-dames in totaal 13 landstitels.

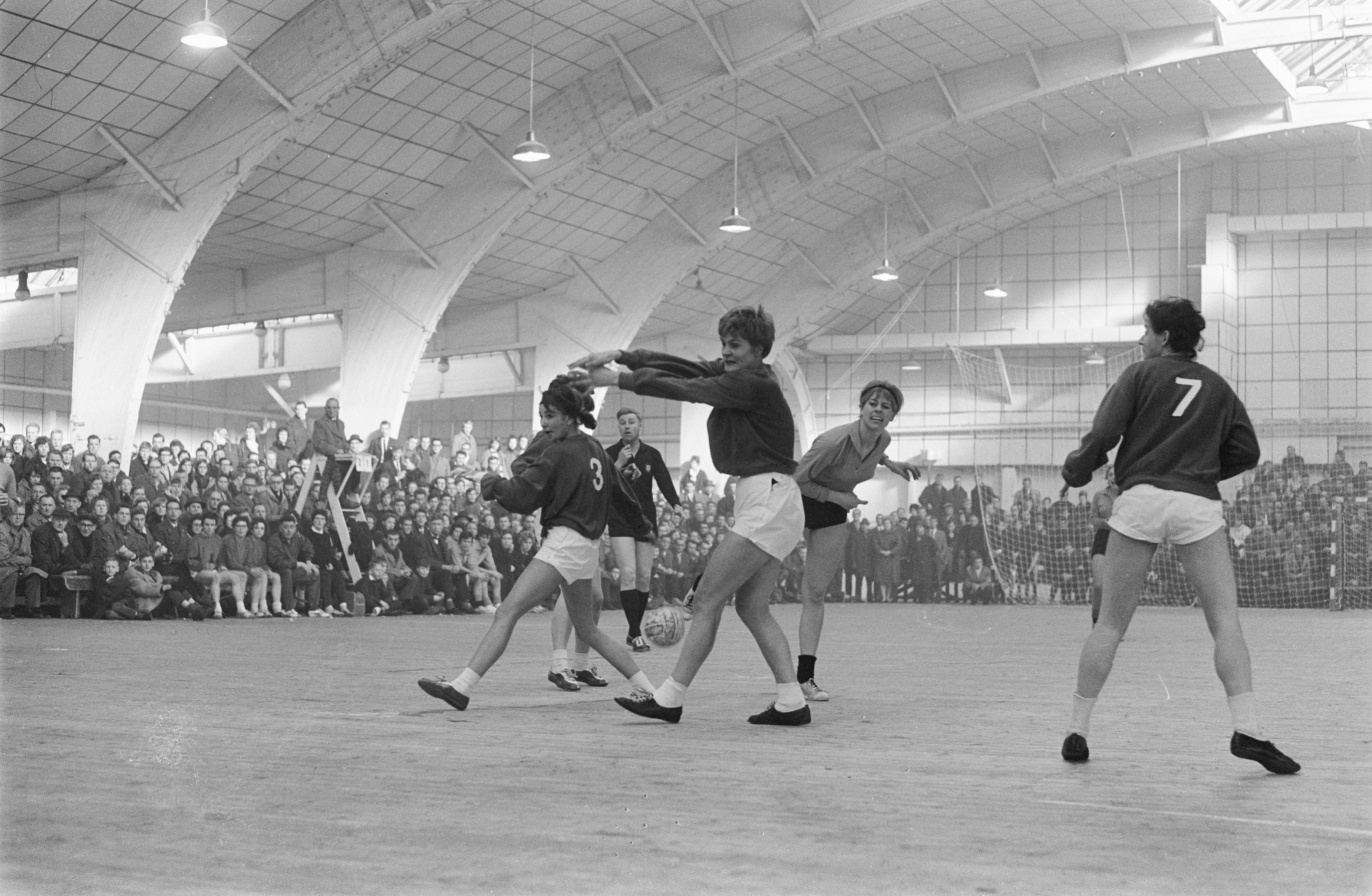
Nationale zaalhandbalkampioenschappen in Oude RAI. AMC/Niloc tegen Swift (1963).

Landskampioen Swift nam liefst veertienmaal deel aan de Europacup, met wisselende resultaten. Het absolute hoogtepunt bereiken de dames van Jo Gerris in 1976: de finale in Belgrado (Joegoslavië) tegen de plaatselijke favoriet Radnicki-Belgrado. Hiermee was Swift de tweede West-Europese ploeg, die in een Europacupfinale gespeeld had. De finale werd verloren, hierna is het een Nederlandse ploeg het nooit meer gelukt is om een Europacupfinale te spelen.
Terwlijl medio jaren '60 beleefde Jo Gerris en zijn dames een hoogtepunt. Begonnen de Swift-heren, na een lange aanloopperiode, eindelijk hun draai te vinden. Onder leiding van trainer Peter Hermans schopte het eerste team het in 1968 tot kampioen district 1e klasse. Twee jaar later mochten de heren van Hermans zich kampioen noemen van de landelijke tweede klasse. De promotie naar de 1e divisie haalden ze binnen via zeges op Dongen en DWS. Een van de veelbelovende spelers die de opmars van de heren had meegemaakt was Jos Clerx.

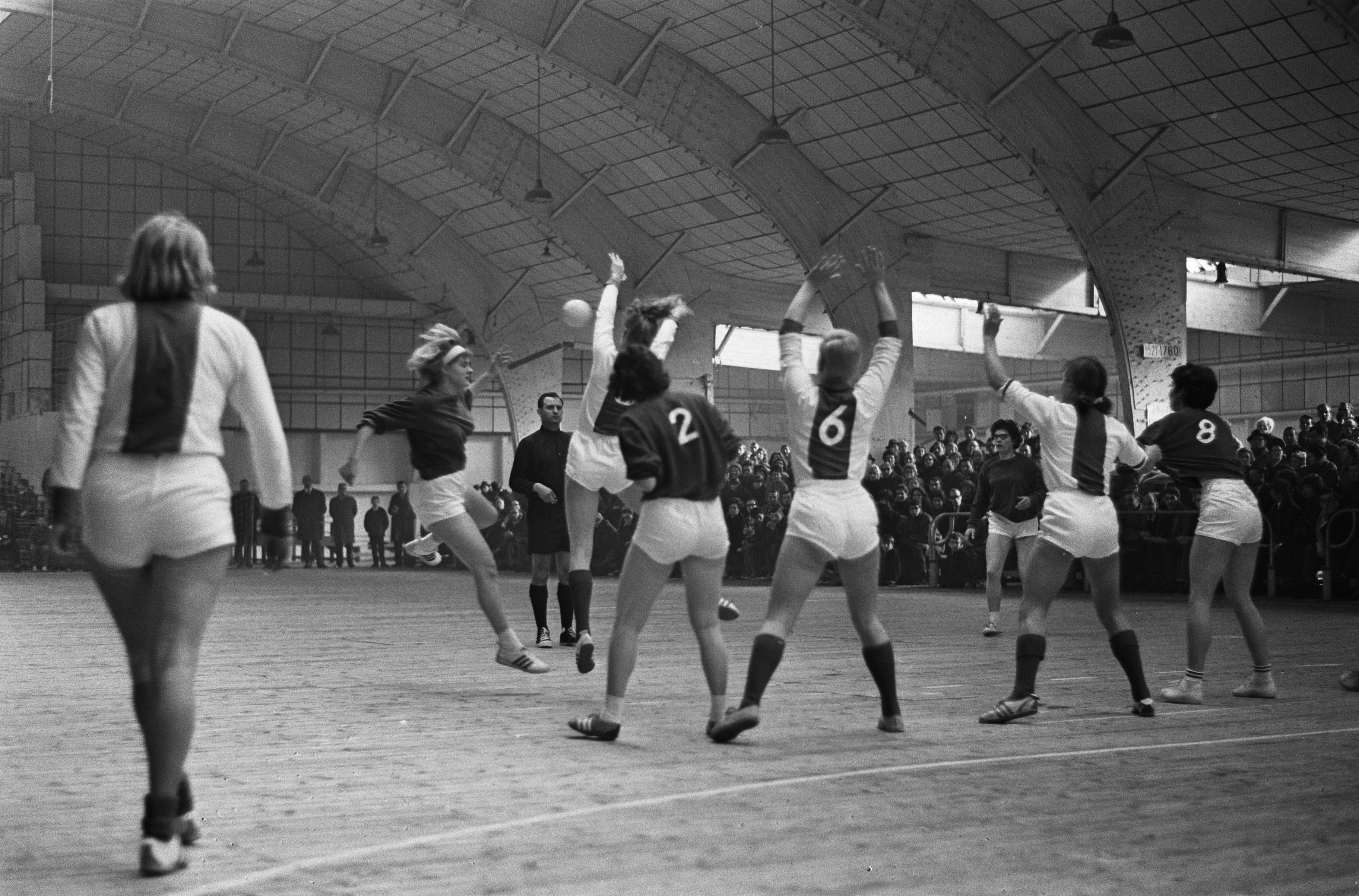
Zeeburg tegen Swift (1965).

De uitstekende prestaties van de Swift-dames in de jaren 60 dwingen Swift tot een meer zakelijke aanpak. Rond 1964/1965 stak het Roermondse bedrijfsleven de Swift-dames voor het eerst een helpende hand toe. Hoewel het fenomeen sponsoring binnen de Nederlandse handbalwereld nog lang niet algemeen was, kon Swift rekenen op de financiële steun van CIR, Confectie Industrie Roermond. De dames werden door hun eerste sponsor volledig in het nieuw gestoken. In 1973 volgde Mora. Mora werd de eerste naamsponsor. Zowel het eerste dames- als herenteam krijgen een compleet nieuwe outfit, voorzien van "Mora Swift".

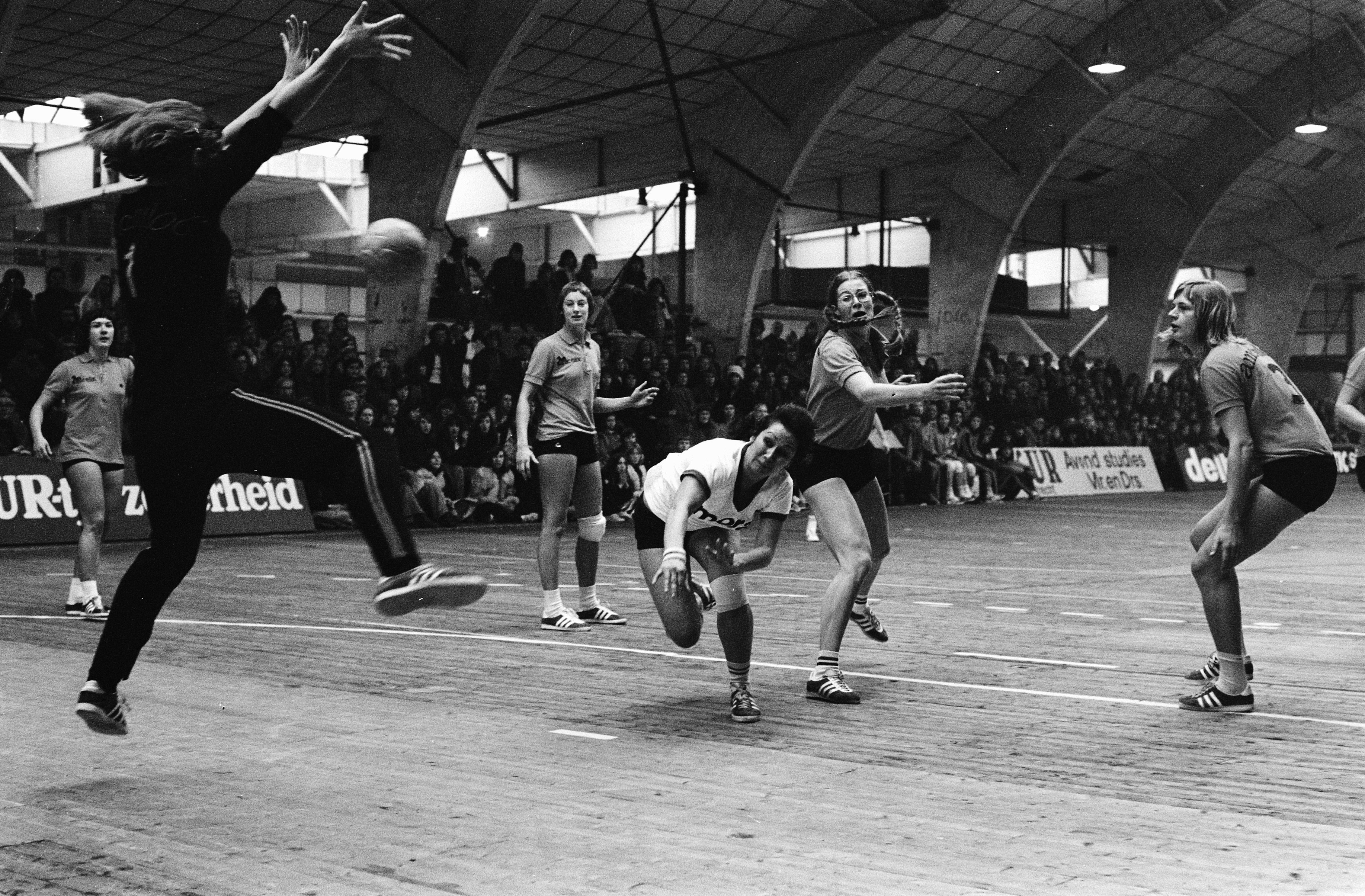
AMC/Niloc tegen Swift (10-11), zaalhandbal in Oude RAI te Amsterdam; Swift scoort langs doelvrouw Beitzer (1974).

Terwijl de dames van Jo Gerris keer op keer landskampioen worden en de Europacupwedstrijden speelde, speelden de heren voor hun behoud in de eerste divisie. Sinds 1974 onder de leiding van Fons Thissen die al sinds 1957, samen met Jo Gerris en Peter Hermans, bezig waren bij Swift.
Sinds het einde van de jaren zeventig was de herenhoofdmacht van Swift een vaste waarde in de eredivisie. Onder leiding van respectievelijk Jan Timmermans, Hans Brouwers, Peter Hermans en Cees van Meurs werd tegen met name tegen andere Limburgse teams, zoals Sittardia, Blauw Wit en V&L goed gespeeld. Echter moest het team regelmatig tegen de degradatie moest knokken. In het seizoen 1978/1979 was deze opgave te groot en degradeerde Swift naar de eerste divisie. Het seizoen daarna werd echter, na een strijd met het Eindhovendse Stratum-Meteoor, het kampioenschap behaald en keerden de heren terug naar de eredivisie. In de jaren daarna wist Swift zich telkens te redden in de hoogste afdeling. Het team werd vrijwel uitsluitend gevormd door eigen jeugdspelers. Vanuit de eigen jeugdopleiding werden onder meer Paul en Frans Bronckhorst, Math de Ponti, Paul Beelen, Peter Verkoelen en de doelmannen Frans Janssen, Bert Kerstens en Carl Janssen dragende krachten in de hoofdmacht.

### Magere jaren heren en dames (1982 - 1990)
Op 24 september 1982 overleed Jo Gerris na een kort ziekbed. Voor de vereniging werd dit gezien als een groots verlies. Daarom organiseerde Swift in 1983 voor de eerste maal het Jo Gerristoernooi. Het toernooi in de Roermondse sporthal, later omgedoopt tot Jo Gerrishal, werd tot en met 1992 een jaarlijks terugkerend evenement.
Sinds het overlijden van Gerris ging het damesteam bergafwaarts. De landstitel gaat naar concurrenten en veelvuldig deelname aan Europa Cup werd verleden tijd. De trainers gaan en komen en in 1986 degradeerden de Swift-dames. Onder leiding van Ryszard Malag keerde het team in 1989 terug in de eredivisie. Een promotie die met name door hulp van oud-speelsters als Marjo Smeets, Nina Somers, Annelies de Ponti, Lidwin van Lierop en Gertje van de Port geforceerd werd. Echter was eredivisie niet voor lang, want een jaar later kon trainster Ilona Venema een tweede degradatie niet voorkomen. Het jaar daarop had ze meer succes, niet in de laatste plaats dankzij de twee eerste buitenlandse handbalsters, Zsuzsane Nagy en Ildiko Toth, die ter versterking zijn aangetrokken. Met de komst van de Hongaarse Katalin Szilagyi, die later de bijnaam het kanon van Swift krijgt, is het nieuwe team compleet. Een jaar later schieten de versterkte Swift-dames zich wederom naar de landstitel. Precies tien jaar na de dood van Jo Gerris mogen de dames zich voor de dertiende maal Nederlands Kampioen zaalhandbal noemen. Aanvankelijk weten de heren onder leiding van Cees van Meurs hun vorm vast te houden. De heren degraderen in 1987 van de eredivisie naar de eerste divisie. In 1991 stapt vrijwel de complete herenselectie op. Het team werd toen teruggetrokken uit de eerste divisie. Het eerste team nam de plaats in van het tweede team in de tweede divisie.

### Professionalisering (1990 - 1999)
In 1990 ziet een noodlijdend Swift zich gedwongen het Midden-Limburgse bedrijfsleven op grootse wijze aan te spreken. Het geld was hard nodig om de damesselectie terug te brengen naar het hoogste niveau. Stichting Sportsponsoring Roermond (met onder meer Jack Muermans, Jos Perey en Jan Hol), die de actie op touw zet, haalt uiteindelijk drie ton binnen. Een meer zakelijke aanpak en vergaande professionalisering in 1992 leidde tot een nieuw Swift. De geldkraan van sponsor Evic gaat open en in combinatie met de komst van trainer-coach Gabrie Rietbroek weten de Swift-dames het tij definitief te keren. De veertiende landstitel werd met uitbundige vreugde binnengehaald. Intussen is meer buitenlanders binnengehaald: Irina Pusic en Suzana Suljak uit het voormalige Joegoslavië.
In 1994 neemt de Slowaakse trainer-coach Ján Kecskeméthy het roer over. De Roermondse dames deden het goed: landstitel en beker worden op één rij binnengehaald. Als klap op de vuurpijl nemen ze, als gevolg van de goede resultaten in de Europa Cup, voor het eerst deel aan de Champions League. De hoge verwachtingen van aanvoerster Diana Mouton kwamen niet uit. De Champions League was van een te hoog niveau. Deelnemen was voor de dames van Swift al goed genoeg. Bij de heren blijft het sukkelen. Reddingsoperaties van Tino Roorda en Cor Borghmans brengen geen soelaas. In tegendeel, in 1996 degraderen de heren naar de derde divisie.
In het seizoen 1996/1997, onder leiding van trainer-coach George Dekeling en Zsuzsanne Nagy, haalde Swift de 18e landstitel binnen. De Europa Cup pakt goed uit. Wederom zijn de Roermondse dames bij de uitverkoren Europese teams die de Champions League spelen. Aan de vooravond van de eerste Europa Cup wedstrijd van het seizoen 1997/1998 weten de Swift-dames zich gesterkt door de nieuwe Noorse trainer Jonny Maekelae. Vol vertrouwen trad hij aan in de Roermondse sporthal tegen Istochnik Rostov. Op 5 oktober 1997 speelde de Swift-dames hun 80e en 81e wedstrijd in de Europa Cup. Uitslag werd 21-25 en 19-28 in beide gevallen in het voordeel van Rostov. Voor de heren blijft het sukkelen. Ze degraderen wederom en keren terug in de provinciale klasse. In 1998 haalden de dames ook het landskampioenschap, waarmee er in totaal 19 landstitels werden gewonnen.

### Doorlopend eind (1999 - 2004)
De omslag die eind jaren '80 en begin jaren '90 binnen Swift Roermond was gemaakt en de gekozen professionele weg, met het aantrekken van vele buitenlandse speelsters uit voornamelijk Oost-Europa en door het betalen van relatief hoge salarissen, zorgde voor financiële problemen binnen de club. Het wegtrekken van sponsoren en het leeglopen van de businessclub zorgt ervoor de afgezonderde stichting in de problemen kwam. De vereniging weet de stichting nog wel te helpen, maar de financiële nood bij de club was hierdoor nog niet gestopt. In het laatste seizoen van de topclub bleven sponsoren nog hangen met loze toezeggingen, waardoor naarmate het seizoen een faillissement niet te ontlopen was. Desondanks de financiële nood wist Swift Roermond zich te plaatsen voor de Best-of-Five tegen De Volewijckers, echter werd de strijd om het landskampioenschap verloren.
In de zomer van 2000 wordt duidelijk de toezegging van een mogelijke nieuwe sponsor niet zou worden voldaan, hierdoor viel een sluitende begroting niet meer te maken en de ledenvergadering besluit tot opheffing van de vereniging. Op 21 september 2000 viel daarom het doek voor Swift Roermond. Een aantal handballers de handbalsport binnen Roermond gered door het oprichten van de handbalvereniging S2000. Vele (oud-) Swiftleden maakten de overstap naar de nieuw gemaakte club. Voormalige topspelers van Swift Roermond verlieten de club en ging elders spelen.
Door velen werd de nieuw gemaakte club S2000 hetzelfde gezien als Swift Roermond. Mede hierdoor werd er maart 2004 besloten om de naam S2000 te laten veranderen in Swift 2000.

## Resultaten

#### Heren (1973 - 1996)
- 1973 2e
Hoofdklasse
- 1974 2e
Hoofdklasse
- 1975
- 1977 5e
Hoofdklasse
- 1978 8e
Eredivisie
- 1979 10e
Eredivisie
- 1980 1e
Eerste divisie B
- 1981 7e
Eredivisie
- 1982 7e
Eredivisie
- 1983 7e
Eredivisie
- 1984 6e
Eredivisie
- 1985 8e
Eredivisie
- 1986 10e
Eredivisie
- 1987 12e
Eredivisie
- 1988 10e
Eerste divisie B
- 1989 4e
Eerste divisie B
- 1990 2e
Eerste divisie B
- 1991 3e
Eerste divisie B
- 1992
Tweede divisie B
- 1993
- 1994
- 1995 3e
Tweede divisie B
- 1996 10e
Tweede divisie B

- Eredivisie
- Eerste divisie
- Tweede divisie

#### Dames (1963 - 2000)
- 1963 1e
NK Zaalhandbal
- 1963 1e
NK Zaalhandbal
- 1964 1e
NK Zaalhandbal
- 1965 1e
NK Zaalhandbal
- 1966 1e
NK Zaalhandbal
- 1967 1e
Hoofdklasse
- 1968
Hoofdklasse
- 1969 1e
Hoofdklasse
- 1970 1e
Hoofdklasse
- 1971
Hoofdklasse
- 1972
Hoofdklasse
- 1973 1e
Hoofdklasse
- 1974 1e
Hoofdklasse
- 1975 1e
Hoofdklasse
- 1976 2e
Hoofdklasse
- 1977
Hoofdklasse
- 1978 2e
Eredivisie
- 1979 1e
Eredivisie
- 1980 2e
Eredivisie
- 1981 2e
Eredivisie
- 1982 1e
Eredivisie
- 1983 2e
Eredivisie
- 1984 5e
Eredivisie
- 1985 9e
Eredivisie
- 1986 7e
Eredivisie
- 1987 12e
Eredivisie
- 1988 3e
Eerste divisie B
- 1989 1e
Eerste divisie B
- 1990 12e
Eredivisie
- 1991 1e
Eerste divisie B
- 1992 1e
Eredivisie
- 1993 1e
Eredivisie
- 1994 1e
Eredivisie
- 1995 1e
Eredivisie
- 1996 1e
Eredivisie
- 1997 1e
Eredivisie
- 1998 1e
Eredivisie
- 1999 3e
Eredivisie
- 2000 2e
Eredivisie

- Eredivisie
- Eerste divisie

## Erelijst

### Heren
| Nationaal      |    |         |
| Eerste divisie | 1x | 1979/80 |

### Dames
| Nationaal               |     | |
| Landskampioenschap      | 19x | 1962/63, 1963/64, 1964/65, 1965/66, 1966/67, 1968/69, 1969/70, 1972/73, 1973/74, 1974/75, 1978/79, 1981/82, 1991/92, 1992/93, 1993/94, 1994/95, 1995/96, 1996/97, 1997/98 |
| Bekerwinnaar            | 6x  | 1991/92, 1992/93, 1993/94, 1994/95, 1995/96, 1996/97 |
| Supercup                | 5x  | 1992, 1993, 1994, 1997, 1998 |
| Eerste divisie          | 2x  | 1988/89, 1990/91 |
| Landskampioenschap veld | 1x  | 1965 |